# Литл Джо-5
Литл Джо-5 (LJ-5) — спутник запущен ракетой-носителем Литл Джо-1 в рамках программы Меркурий 8 ноября 1960 года с о. Валлопс, Вирджиния, со стартовой площадки LA-1. Это был беспилотный, суборбитальный полет.
Цель запуска — проверка работы систем корабля при аварийном прекращении полета, моделирование самых жестких условий полета.
В 15,4 секунды полета внезапно и преждевременно сработал двигатель системы аварийного спасения (САС) на башне ракеты. Но в этой нештатной ситуации ещё и не произошло разделение ракеты-носителя, капсулы и башни. В таком положении они по баллистической траектории упали в Атлантический океан и разрушились при ударе о воду. Некоторые части были выловлены из воды и подняты со дна для последующего анализа.